# Òscar Vendrell Corrons
Òscar Vendrell Corrons (Barcelona, 29 d'octubre de 1973) és assessor lingüístic i autor de textos didàctics i de ficció. Es va llicenciar en Filologia Catalana. Com a escriptor, s'ha especialitzat en literatura infantil i juvenil, si bé també ha escrit novel·les per a adults. Ha firmat col·leccions amb els pseudònims de Peter Walker i Victor Koppa. També ha traduït obres infantils i juvenils.

## Obres

### Infantil i juvenil
- El tresor de la memòria. Barcelona: Baula, 2011.
- El món del futbol per a tothom. Barcelona: Baula, 2018.
- El món dels jocs olímpics per a tothom. Barcelona: Baula, 2020.
- L'estiu del peix. Barcelona: Baula, 2020.
- Com cuidar el tió i evitar que cagui abans d'hora. Barcelona: Baula, 2022.
- Com preparar la nit de Reis i evitar que només us portin carbó. Barcelona: Baula, 2023.

Col·lecció "Zona Zombi", amb el pseudònim de Peter Walker (Barcelona, Baula):
- El secret de Morisville, 2012.
- Atrapat al Zombi Park, 2012.
- La nit dels zombis mutants, 2012.
- El cau del faraó, 2013.
- El creuer dels morts vivents, 2013.
- L'illa dels canibals, 2013.
- La fortalesa del capità Memo, 2013.
- Els reis dels Z Games, 2014.
- Missió a Nova York, 2014.
- Un futur millor, 2014.
- Un zombi a Hollywood, 2015.
- Perseguits!, 2015.
- Zombis. La guia més completa, 2015.
- L'hora de la veritat, 2016.

Col·lecció "Superjusticiers del Futbol", amb el pseudònim de Victor Koppa (Barcelona, La Galera):
- L'illa dels superherois, 2017.
- El misteriós cas dels caçadors d'àrbitres, 2017.
- A la recerca de l'entrenador perdut, 2018.
- Perill al paradís, 2018.
- Objectiu Laruk: la ciutat oblidada, 2018.
- Robatori a la gran final, 2018.
- Atrapats al laberint, 2018.
- El tresor secret del Titanic, 2018.
- Intriga a la fi del món, 2019.
- Magic Stadium: el videojuego, 2019.

### Novel·les per a adults
- El club de la petanca, (Barcelona: Publicacions de l'Abadia de Montserrat), 2010.
- Em dic Nicòstrat (Barcelona: Publicacions de l'Abadia de Montserrat), 2010.
- La Llar dels Cabells (Barcelona: Publicacions de l'Abadia de Montserrat), 2010.
- La zombi espina (Barcelona: Saldonar), 2012.

## Traduccions
- Jane Ray, El primer Nadal (Barcelona: Montena), 2000.
- Jane Ray, Així va començar el món (Barcelona: Montena), 2000.
- Silvia Ludmer-Cohen, La reina de la nit (Barcelona: Montena Mondadori), 2000.
- Melvin Burgess, Enamorarse de April (Barcelona: Montena Mondadori), 2001.
- Charles Perrault, La rateta grisa (Barcelona: Montena), 2001.
- Myriam Deru, La rateta grisa (Barcelona: Montena), 2002.
- Richard Powell, Què rosega el ratolí? (Barcelona: Beascoa), 2002.
- Richard Powell, On juga al porquet? (Barcelona: Beascoa), 2002.
- Richard Powell, Què li agrada a l'abella? (Barcelona: Beascoa), 2002.
- Richard Powell, Què menja el conill? (Barcelona: Beascoa), 2002.
- Thierry Lenain, Els petons de la Marta (Barcelona: Baula), 2010.
- Tim Wynne-Jones, El noi de la casa en flames (Barcelona: Baula), 2010.
- Franziska Gehm, Una amiga de por! (Barcelona: Baula), 2010.
- Franziska Gehm, Prohibit mossegar (Barcelona: Baula), 2010.
- Franziska Gehm, Tu dorms, jo mossego (Barcelona: Baula), 2010.
- Franziska Gehm, Vacances a Mosseguen (Barcelona: Baula), 2011.
- Martha Brooks, Mistik Lake (Barcelona: Baula), 2011.
- Benjamin Lacombe i Sébastien Perez, L'herbari de les fades (Barcelona, Baula), 2011.
- Franziska Gehm, Metamorfosi a mitjanit (Barcelona: Baula), 2012.
- Pierre Bottero, El llindar obscur de la màgia (Barcelona: Baula), 2012.
- Erik L'Homme, La pàl·lida llum de les tenebres (Barcelona: Baula), 2013.
- Bjorn Sortland, Intriga a Sydney (Barcelona: Baula), 2017.
- Sayantani Dasgupta, El secret de la serp (Barcelona: La Galera), 2019.
- Sayantani Dasgupta, Joc d'estrelles (Barcelona: La Galera), 2019.
- Sayantani Dasgupta, La maledicció del caos (Barcelona: La Galera), 2020.